# Iittala

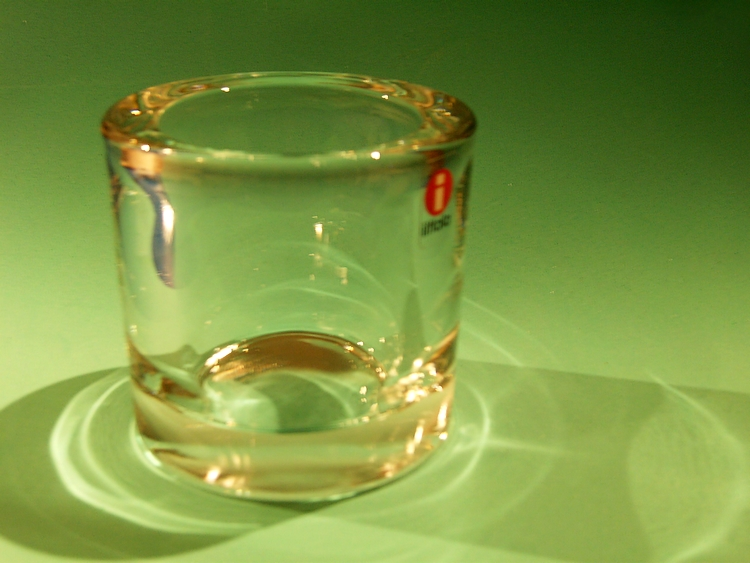
Vasul cunoscut ca Vasul Kiwi, realizat de Iittala.

Iittala este o companie finlandeză de design specializată în realizarea de obiecte casnice al căror design se bazează pe principiile designului scandinav modern. Grupul Iitala (în original, Iittala Group) constă dintr-un număr de firme, care au propriile lor domenii de operații Arabia, Hackman, Iittala, BodaNova, Höganäs Keramik, Rörstrand și Hoyang-Polaris. Prezentul grup de proprietari ai companiei Iittala Group sunt proprii săi menageri operativi împreună cu ABN AMRO Capital.
Cele mai faimoase produse fabricate de compania Iittala în prima jumătate a secolului XX sunt vasele de sticlă ale arhitectului finlandez Alvar Aalto, respectiv ale sale în colaborare cu prima sa soție, Aino Aalto. Unul dintre aceste vase, numit Vasul Aalto (ori Vasul Savoy), realizat în 1936, devenit extrem de popular, este continuu produs până astăzi. După 1950, cele mai cunoscute vase de sticlă realizate de Iittala aparțin designerului Timo Sarpaneva, care a designat de altfel și logo-ul companiei în 1956.

## Scurt istoric

### Fondare și anii timpurii
Anul 1881 este considerat anul fondarea companiei Iittala, pentru că este anul în care suedezul Petrus Magnus Abrahamsson a construit o fabrică de sticlă, care a devenit ulterior proprietatea Iittala. Inițial, sticlarii au fost aduși din Suedia, datorită lipsei forței de muncă calificată în domeniul sticlăriei din Finlanda.
În 1917 fabrica de sticlă a fost cumpărată de A. Ahlström, o companiei de produese lemnoase, care deținea, de asemenea, și fabrica de sticlă Karhula. Aceste două fabrici au format entitatea Karhula-Iittala, care a durat până în anii 1950. Deși la început fabrica fusese specializată în producerea de recipiente de sticlă pentru uz chimic și farmaceutic, totuși o parte a producției a fost destinată producerii unor obiecte de uz casnic.
În deceniile 1920 și 1930 compania și-a extins producția de obiecte de sticlă în direcții mai artistice și chiar experimentale, producând o gamă variată de obiecte de sticlărie casnice. Unul din succesele majore a venit odată cu realizarea produselor designate de Aino Aalto, care au fost urmate de alte produse create de Alvar Aalto.

### După cel de-al doilea război mondial
În timpul Războiului de iarnă și a Războiului de continuare, ambele parte ale celui de-al doilea război mondial, producția a trebuit să fie oprită datorită discontinuităților ce au existat în aprovizionarea cu materii prime și a lipsei de forță de muncă. Producția a fost reluată în 1946. Iittala a continuat să funcționeze cu mult succes până în anii crizei petroliere din mijlocul anilor 1970, când a trebuit să ia măsuri drastice de reducere a producției sale. În același timp, competiția de pe piața internațională a produselor de sticlă, care crescuse foarte mult la sfârșitul anilor 1960, a fost un al doilea factor care a afectat succesul companiei Iittala.
În 1987 firma-mamă Ahlström a vândut Iittala companiei Wärtsilä, care deținea o pondere însemnată a acțiunilor fabricii de sticlă Nuutajärvi din Urjala. Cele două fabrici de sticlă, Iittala și Nuutajärvi au fost combinate într-o singură entitate, compania Iittala-Nuutjärvi. Aceasta, la rândul său, alături de producătorii de bunuri casnice Arabia și Rörstrand-Gustavsberg au fost cumpărate de compania Hackman în 1990. În 2003, întreaga companie rezultată din fuzionarea a patru producători a devenit cunoscută sub numele de Iittala, pentru ca în 2004 să treacă în proprietatea grupului financiar olandez ABN AMRO Capital.